# James LuValle
James LuValle (James Ellis „Jimmy“ LuValle; * 10. November 1912 in San Antonio; † 30. Januar 1993 in Te Anau in Neuseeland) war ein US-amerikanischer Sprinter und Chemiker.
Bei den Olympischen Spielen 1936 in Berlin gewann er im 400-Meter-Lauf die Bronzemedaille in 46,8 s hinter seinem Landsmann Archie Williams und dem Briten Godfrey Brown (46,7 s).
James LuValle graduierte 1936 an der University of California, Los Angeles und promovierte danach unter Linus Pauling am California Institute of Technology. Nachdem er für kurze Zeit an der Fisk University gelehrt hatte, wurde er von 1941 bis 1953 der erste Afroamerikaner, der im Laboratorium der Eastman Kodak Company arbeitete. Von 1975 bis 1984 war er Laborleiter an der Stanford University.